# Estadio Ǵorče Petrov
El Estadio Ǵorče Petrov es un estadio multiusos en Skopie, Macedonia del Norte. Actualmente es usado sobre todo para partidos de fútbol y es la sede del equipo FK Makedonija Ǵorče Petrov. El estadio tiene un aforo de 3.000 localidades.